# Мандалорецът и Грогу
„Мандалорецът и Грогу“ (на английски: The Mandalorian & Grogu) е предстоящ американски космически уестърн от 2026 г. на режисьора Джон Фавро, който е съсценарист с Дейв Филони. Продуциран от „Лукасфилм“ и разпространен от „Уолт Дисни Студиос Моушън Пикчърс“, той е продължение на сериала „Мандалорецът“ и част от поредицата „Междузвездни войни“. Главната роля се изпълнява от Педро Паскал в ролята на Джин Джарин / Мандалорецът.
Филмът се очаква да излезе по кината в Съединените щати на 22 май 2026 г.